# The Dungeonmaster
The Dungeonmaster (Ragewar) is een Amerikaanse sciencefictionfilm uit 1984 waarin zeven regisseurs ieder een eigen gedeelte regisseren.

## Verhaal
Computerprogrammeur Paul Bradford (Jeffrey Byron) en zijn vriendin Gwen Rogers (Leslie Wing) worden in een computerwereld getrokken. Daar heeft tovenaar The Dungeonmaster (Richard Moll) een alternatieve realiteit geschapen. Bradford moet in deze virtuele wereld zeven 'computerspellen' met succes afronden en uiteindelijk The Dungeonmaster zelf verslaan om zichzelf en zijn vriendin te redden.

## Rolverdeling
| Acteur          | Personage                     |
| --------------- | ----------------------------- |
| Jeffrey Byron   | Paul Bradford                 |
| Leslie Wing     | Gwen Rogers                   |
| Richard Moll    | Mestema                       |
| Cleve Hall      | Jack the Ripper               |
| Blackie Lawless | Blackie Lawless (Heavy metal) |
| Chris Holmes    | Chris Holmes (Heavy metal)    |
| Tony Richards   | Tony Richards (Heavy metal)   |
| Randy Piper     | Randy Piper (Heavy metal)     |

## Trivia
- In de films Tron uit 1982 en The Lawnmower Man uit 1992 komen de hoofdrolspelers ook in een computergegenereerde virtuele realiteit terecht.
- Het bekende citaat van Adam Savage uit het programma Mythbusters, "I reject your reality and substitute my own.", is afkomstig uit deze film.